# Mark Greenway
Mark Greenway, detto Barney (Kettering, 13 luglio 1969), è un cantante inglese, membro del gruppo grindcore Napalm Death. Altri gruppi in cui ha militato sono Extreme Noise Terror e Benediction.

## Biografia
Entrò nei Napalm Death nel 1989, con l'album Harmony Corruption (1990). Il suo stile vocale è caratterizzato da un growl basso e cupo, il quale è stato ispirato a sua dichiarazione da Kam Lee dei Mantas (in seguito noti come Death) e un'altra sua caratteristica è la sua istrionica presenza scenica. Nel 1998 fondò un progetto chiamato Nothing but Contempt con Carl Stokes, batterista dei Cancer, ma ebbe breve vita e non produsse nessun album.
Mark è un appassionato di prog metal ed ha cantato, al "Ronnie Scott's Jazz Club", Damage Inc. dei Metallica con il supporto dei Dream Theater, con cui Greenway ha un grande rapporto d'amicizia. Collabora come recensore di dischi prog metal per la rivista Kerrang!. Ama molto leggere libri. Mark è un sostenitore dell'organizzazione PETA ed è diventato prima vegetariano a 14 anni, e successivamente, dal 2012, vegano. Appassionato di calcio e tifoso dell'Aston Villa, ha dichiarato di essere ateo.

## Discografia

### Napalm Death
- 1990 – Harmony Corruption
- 1992 – Utopia Banished
- 1994 – Fear, Emptiness, Despair
- 1996 – Diatribes
- 1997 – Inside the Torn Apart
- 1998 – Words from the Exit Wound
- 2000 – Enemy of the Music Business
- 2002 – Order of the Leech
- 2005 – The Code Is Red...Long Live the Code
- 2006 – Smear Campaign
- 2009 – Time Waits for No Slave
- 2012 – Utilitarian
- 2015 – Apex Predator - Easy Meat
- 2020 - Throes of Joy in the Jaws of Defeatism